# VyVolení (Czechy)
VyVolení – czeska wersja węgierskiego programu typu reality show Való Világ. Premiera show odbyła się 20 sierpnia 2005 roku. Stacją telewizyjną, która nadawała program była Prima TV. 
VyVolení byli najchętniej oglądanym programem w telewizji Prima TV. Codziennie show oglądało ok. 2 milionów ludzi. Program pobił oglądalnością Big Brothera. Drugą edycję oglądało mniej osób.

## 1. edycja
- Start: 20 sierpnia 2005

Zwycięzcą 1. edycji był Vladko Dobrovodský z liczbą 630 506 głosów. Drugie miejsce zajął Henry Hovorka (525 778 głosów), a trzecie miejsce – Kateřina Langerová z 108 127 głosów.

### Uczestnicy
- Rostislav Alka
- Kateřina Langerová
- Petr Zvěřina
- Jan Szenteczky
- Vladko Dobrovodský - zwycięzca
- Regina Holásková
- Monika Chrobáková
- Michal Fraš
- Václava Zapletalová
- Emil Zajac
- Hana Gajdošová
- Věra Patt
- Alexandr Nikitin
- Martin Horák
- Jindřich Hovorka

## 2. edycja
- Start: 20 lutego 2006

### Uczestnicy
- Antonín Jalovec - zwycięzca
- Karina Hovjacká
- Daniel Joao
- Karolína Vrbasová
- Martin Hranáč
- Dana Bekasisová
- Petr Stanovský
- Luboš Vích
- Marcela Pašková
- Marie Kovácsová
- Pavel Pelán
- Lucie Široká
- Jakub Hajník
- Petr Krejczy
- Sandra Bartošová
- Jan Mikulecký

## 3. edycja
- Start: 1 września 2007

### Uczestnicy
- Julius Csóka
- Veronika Fasterová
- Daniel Holovský
- Renata Kukačová
- Radim Šrahůlek
- Nancy Johannes
- Dominik Santholzer
- Marcela Brücknerová
- Milan Vobořil - zwycięzca
- Lucie Pechová
- David Kaňák
- Růžena Kaňáková
- Ivana Rissnerová
- Linda Hartmanová
- Jan Paukner
- Tamara Úblová
- Jitka Kračmanová

## 4. edycja
- Start: 19 sierpnia 2013

### Uczestnicy
- Thomas Castello
- Zdeňka Soušková
- Ladislav Jandík
- Lucie Šárovcová
- Martin Haluza
- Nikol Trojanová
- Vladko Dobrovodský
- Romana Fabiánová
- Miroslav Škorvaga
- Eva Feuereislová
- Pavlína Zochová
- Miroslava Sokolová
- Jan Mančík (El Nino)
- Josef Vosmík
- Jan Podzimek
- Jan Pavel Filipenský (Jafar)
- Zdeňka Regina Soukupová
- Regina Holásková